# Kisag

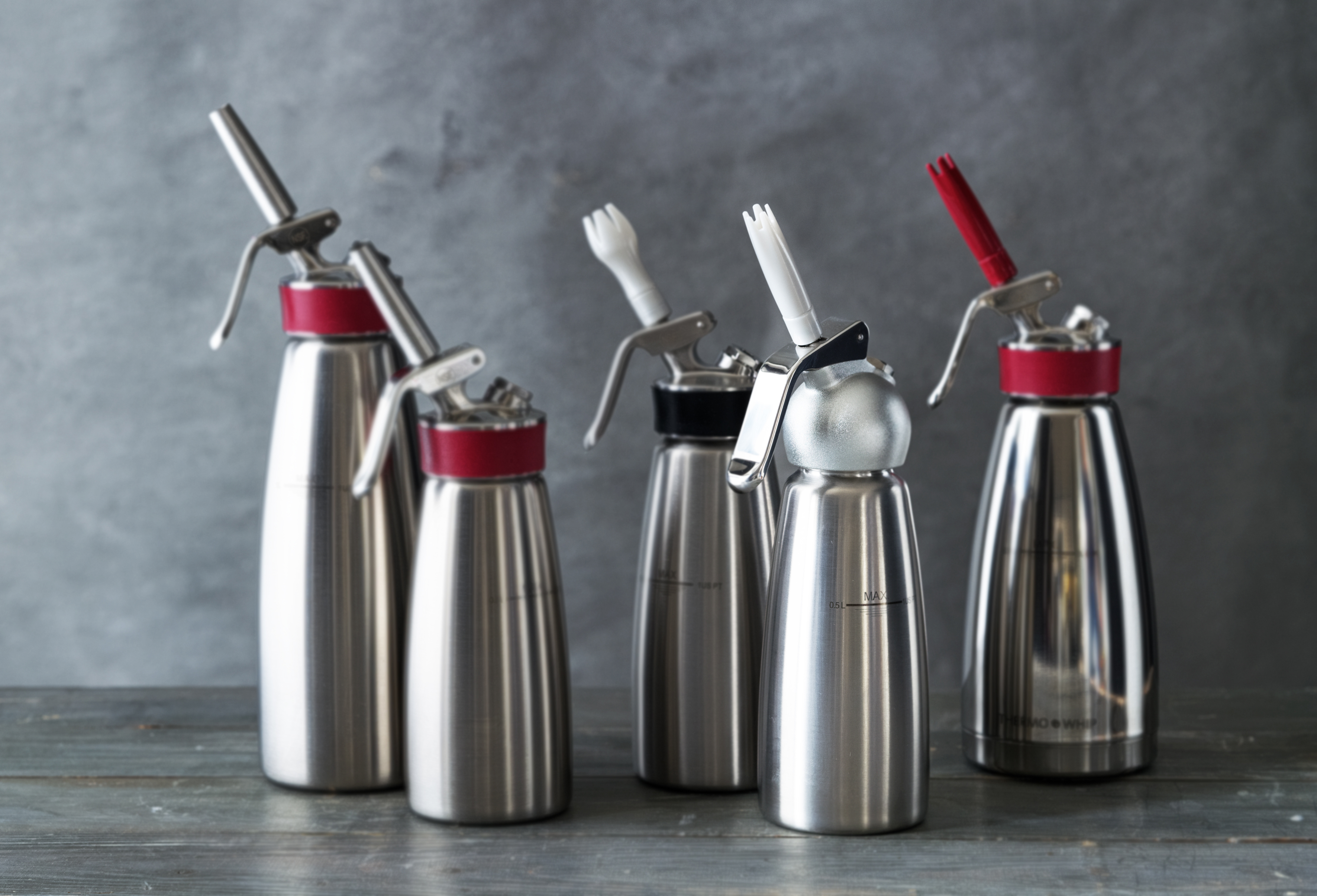
Rahmbläser von Kisag

Die Kisag AG ist ein Hersteller von Küchengeräten mit Sitz in Bellach im Kanton Solothurn in der Schweiz. International bekannt wurde das Unternehmen durch seine Rahmbläser.

## Geschichte
Die Kisag AG wurde 1945 durch Walter Kissling als Giesserei gegründet. Kissling war während des Zweiten Weltkriegs Leiter der Sektion Altstoffwirtschaft im Kriegswirtschaftsamt und hatte ein Verfahren entwickelt, um Aluminiumfolien zu rezyklieren. Aus dem so gewonnenen Aluminium produzierte die Kisag verschiedenste Küchengeräte für Haushalte und Gastronomie, u. a. Pfannen, Dampfkochtöpfe, Pommes-Frites-Schneider, Fruchtpressen und Kartoffel-Schälmaschinen.
1958 liess Kisag einen Rahmbläser patentieren, der über Druckgaspatronen mit Lachgas befüllt wurde und das Schlagen von Rahm überflüssig machte. Insbesondere in den 1960er und 1970er Jahren wurden davon weltweit über 1 Mio. Stück verkauft (wobei in dieser Periode die Rahmbläser meist nicht aus Aluminium, sondern aus Kunststoff gefertigt wurden). In der Schweiz wurde der Kisag Rahmbläser legendär und dadurch zum Gattungsbegriff für Rahmbläser.
Um die Jahrtausendwende gingen die Verkaufszahlen wegen der aufkommenden Rahmspraydosen massiv zurück, auch wenn die Bläser in der Molekularküche neue Anwendungsgebiete fanden. Seither produziert und vertreibt Kisag vermehrt Küchengeräte (v. a. Stabmixer und Sicherheitsgasbrenner) sowie Küchenhelfer (z. B. Sparschäler, Bratenwender, Teigschaber, Knoblauchpressen, Dosenöffner).
1981 wurde die Kisag AG durch Albert Brüngger übernommen; von 1995 bis 2019 führte sein Sohn Urs Brüngger das Familienunternehmen. 2014 wurde Kisag vom Kanton Solothurn mit dem «Solothurner Sozialstern» ausgezeichnet; dieser Preis wird an Firmen oder Institutionen verliehen, die sich für Menschen mit einer psychischen Beeinträchtigung einsetzen. 2017 übernahm die VEBO Genossenschaft in Oensingen die Kisag AG, welche das Unternehmen seither unverändert und mit allen Arbeitsplätzen weiterführt.